# Eusebio Francisco Kino

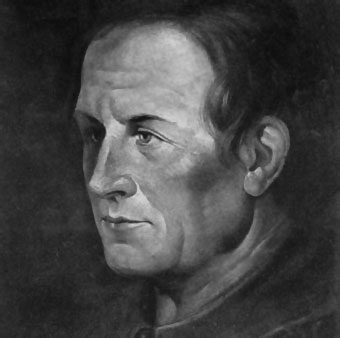
Ölgemälde von Eusebio Francisco Kino, um 1700.

Eusebio Francisco Kino, eigentlich Eusebio Francesco Chini oder Eusebius Franz Kühn (* 10. August 1645 in Segno, das heute der Gemeinde Predaia (Trentino) angegliedert ist; † 15. März 1711 in Magdalena de Kino im Bundesstaat Sonora, Mexiko) war ein Tiroler Jesuit, der als Missionar, Astronom und Kartograph tätig war in einem Gebiet, das heutzutage im Nordwesten Mexikos und Südwesten der USA liegt.

## Leben

### In Europa
Eusebius Franz Kühn wuchs in einfachen Verhältnissen auf. Von seinen Eltern Franz Kühn und Margherita Luchi in eine Jesuiten-Schule in Trient geschickt, lernte er dort Lesen und Schreiben. Seine weitere Ausbildung erhielt er in einem Collegium der Jesuiten in Hall in Tirol, dann in Ingolstadt. In Landsberg am Lech trat er 1665 bei den Jesuiten ein. Er interessierte sich besonders für Mathematik und die Naturwissenschaften.
Nach Abschluss seiner theologischen Studien schlug er das Angebot des bayrischen Kurfürsten auf eine Lehrstelle an der Universität Ingolstadt aus, um als Missionar im Orient zu arbeiten. Durch einen Zufall wurde er aber statt nach China nach Mexiko berufen. Um die spanische Sprache zu studieren, wurde er 1678 nach Spanien entsandt. Von dort aus schiffte er sich 1681 mit 18 Gefährten nach Veracruz in Neuspanien ein, ein Teil des spanischen Kolonialreiches in Mittelamerika, das heute Teile der Vereinigten Staaten und Mexikos umfasst.

### In Amerika
Bei einer Expedition, die er bald unternahm, sah er die grausame Realität bei der Kolonisierung von Niederkalifornien. Durch eine Abmachung zwischen der spanischen Krone und den Jesuiten wurden letztere alleinverantwortlich für Kalifornien. Auf dieser Expedition machte er die wichtige Entdeckung, dass Niederkalifornien nicht eine Insel, wie bis dahin angenommen, sondern eine Halbinsel ist. In Niederkalifornien war ihm die Missionierung der Seris und Guaymas anvertraut.
Später begann von Loreto aus seine eigentliche Arbeit. Innerhalb kurzer Zeit wurden unter der Leitung von Kino mehrere Missionen errichtet. Die gute Verständigung mit den Indianern und auch jene innerhalb der Indianerstämme, die oft kriegerische Auseinandersetzungen miteinander hatten, war Kino ein großes Anliegen. Mit mehreren Stämmen hatte er Kontakt und wurde auch von Stammeshäuptlingen aufgesucht, die ihm Vertrauen entgegenbrachten; er lernte auch die Sprache der Pima-Indianer. Kino bemühte sich, die wirtschaftliche und hygienische Situation der Indianer zu verbessern und forcierte die Rinderzucht, auch ließ er ihnen den Umgang mit Eisen beibringen. Er fertigte als erster Landkarten des Gebietes an, das dem heutigen Südwesten der USA entspricht. Die indianerfreundliche Haltung Kinos war bei manchen seiner Ordensbrüder nicht gern gesehen. Die Indianer nannten ihn wegen seiner Kutte den Schwarzen Bauern.
Kinos Interessensbereich umfasste auch die Astronomie. Er stand in Kontakt mit der mexikanischen Nonne, Gelehrten und Dichterin Sor Juana Inés de la Cruz, die ihm anlässlich einer von ihm verfassten Schrift zum Kometen von 1680 (später als Kirch’scher Komet bekannt) ein Sonett widmete. Die Schrift entstand in den Jahren 1680 bis 1681 und wurde unter dem Titel Exposición astronómica de el cometa publiziert.

## Liste wichtiger Missionsgründungen

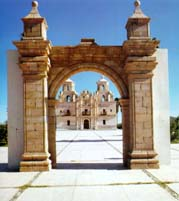
Missionsstation „La Purísima Concepción“ in Caborca

- La Misión de Nuestra Señora de los Dolores (1687) (Sonora)
- La Misión de Nuestra Señora de los Remedios (1699) (Sonora)
- La Misión de Nuestra Señora del Pilar y Santiago de Cocóspera (Sonora)
- La Misión de San Ignacio de Cabórica (Sonora)
- La Misión de San Pedro y San Pablo de Tubutama (Sonora)
- La Misión de La Purísima Concepción de Nuestra Señora de Caborca (Sonora)
- La Misión de San Diego del Pitiquí (Pitiquito) (Sonora)
- La Misión de San Cayetano de Tumacácori (Arizona)
- Las Misiones del Alto Santa Cruz (Kleinere Missionen zwischen Sonora und Arizona verstreut)
- Las Visitas del Río Altar (Sonora)
- La Misión de San Xavier del Bac (Arizona)

## Werke
- Exposición astronómica del cometa

## Verehrung

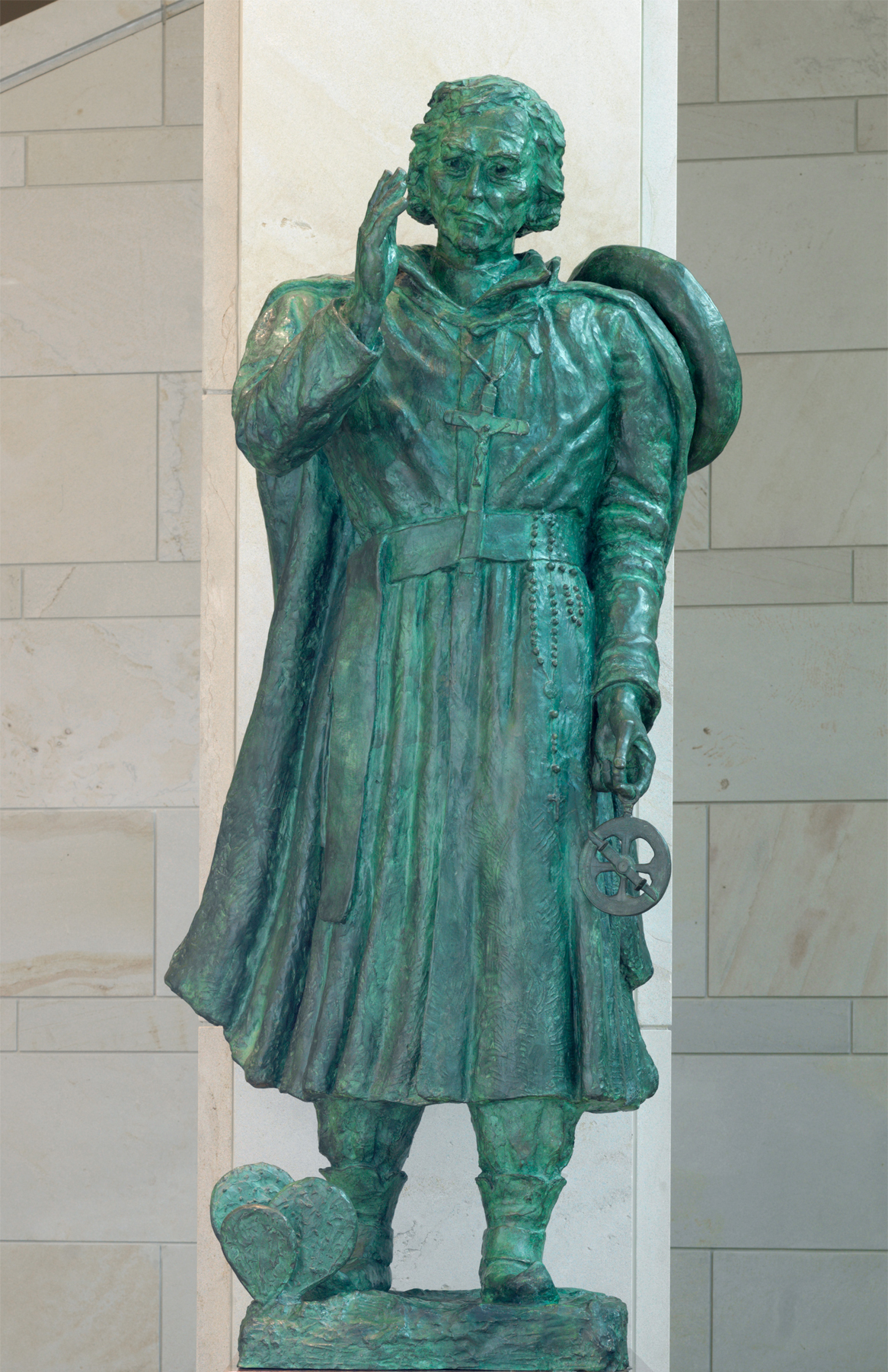
Bronze von Eusebio Francisco Kino aus der National Statuary Hall (USA). Künstlerin: Suzanne Silvercruys.

Nach ihm ist die Bucht Bahía Kino im Golf von Kalifornien benannt, weiters die Stadt Magdalena de Kino in Mexiko; auch Schulen, Straßen etc. in Mexiko und Arizona tragen seinen Namen.
In seinem Heimatort, der heute in Italien liegt, ist man sich erst im 20. Jahrhundert der Größe Kinos bewusst geworden. Er ist unter jenen hundert großen amerikanischen Persönlichkeiten verewigt, denen in der National Statuary Hall Collection im Washingtoner Kapitolkomplex eine Statue gewidmet wurde. Auch die Bezeichnungen „erster Rancher“ und „erster Cowboy“ unterstreichen seine Bedeutung für die Geschichte der USA.
In Mexiko wird er fast wie ein Heiliger verehrt, und das Verfahren zu seiner Seligsprechung wurde eingeleitet. Im Rahmen des Prozesses erkannte ihm Papst Franziskus am 10. Juli 2020 den heroischen Tugendgrad zu.